# 癒しの女神の実験台
『癒しの女神の実験台』（いやしのめがみのモルモット）は、美少女ゲームブランド・しろくまだんごより2017年9月29日に発売されたアダルトゲーム。

## 制作
しろくまだんごは声優の伊ヶ崎綾香が2016年に設立したブランドであり、本作がしろくまだんごのデビュー作となった。
伊ヶ崎による同人サークル「シロクマの嫁」において親交のあった江川宗一郎・乃絵のえるが主体となってゲーム制作が企画され、伊ヶ崎が出演したことのある作品の流通を手掛けた人物の支援を受けて同ブランドの設立に至った。江川が音楽回りとシステムを、伊ヶ崎が声優に加えてシナリオも担当している。本作は制作の途中で作品内容が変更となったため、当初予定していた分量よりも大きくなったという。
本作の特徴は、「耳元で囁かれる」・「キャラクターが直ぐ隣にいる」という臨場感に特化し、全編バイノーラル録音方式で制作されたことである。乃絵によるグラフィックは「柔らかそうで触りたくなる肉感のエロさ」が表現できるよう、影や色にこだわることで現実に寄せたイラストを目指して制作された。BGMもバイノーラル録音に合わせてレコーディング時の音を小さい音量のままで収録するよう意識された。

## あらすじ
ブラック企業に働き続けた主人公は、とうとう心身が崩れてしまった。ある雨の夜、傘を差さずに町を彷徨う彼は、一人の女性から声を掛けられた。「最近癒されていますか？」。
女性からもらった名刺を頼りに辿り着いたのは、癒し業界の人材を育てる専門学校「七條サロンアーツ学院」である。主人公はこれからヒロインたちのマッサージのモデル（通称：モルモット）として、学院での新しい仕事に就くこととなった。

## 登場人物
七條彩音（しちじょう　あやね）
声：かわしまりの
学院の優等生。生徒会長であり、癒し業界の最大手企業の会長の娘というお嬢様。周囲から一目置かれているが故に、学生たちからは近寄りがたいと思われている。また完璧主義のため生徒会には人が集まらない。得意なマッサージはオイルマッサージ。
猪熊 乃々香 （いのくま ののか）
声：あじ秋刀魚
学院1年生。波の音や鳥のさえずりなど、癒しの効果音を求めて海へ山へ飛んでゆく 音フェチサバイバル系女子。集中すると周りが見えなくなり、主人公を助手扱いして強引に各地へ連れ回す。男勝りな性格で、恋愛に関しては自分の気持ちにも相手の気持ちにも鈍感。親戚の整体院で働くため修行中。
雪城 まりも （ゆきしろ まりも）
声：遠野そよぎ
学院2年生。のんびりまったりの優しいお姉さん。 たった一人のシエスタ部部長。彼女の癒しボイスによる朗読は学園一と評判。寝かしつけが得意だが、高確率で自分も一緒に眠ってしまうのが悩み。日々シエスタ部の素晴らしさを布教するために密かに闘志を燃やしている。
黒崎 幸枝 （くろさき さちえ）
声：伊ヶ崎綾香
学院1年生。メイドカフェ「ゆめいろ☆うさぎ」でアイドルメイド活動をしている女の子。独立願望が強く、サロン経営者を目指し、自分の癒し帝国を築くことが目標。生徒会長を勝手にライバル視しているが、毎度軽くあしらわれている。隠れ中二病。 小悪魔で勘違いさせる行動ばかりするが、実際の経験は皆無。

## スタッフ
- 原画・キャラクターデザイン：乃絵のえる、もちお
- SD原画：わにら
- シナリオ：陸田真裕、菅野一二三、伊ヶ崎綾香
- サブライター：平乃ひら
- プロデューサー：伊ヶ崎綾香

## 主題歌
OP曲「癒し？イヤラシ☆これって何ナニ!?」
プロデュース：あべにゅうぷろじぇくと
作詞：しらたまぷりん
作曲・編集：どれちゅ
歌：伊ヶ崎綾香
ED曲「Healing Heart」
作曲・編集：s_e_beat+江川宗一郎
歌：伊ヶ崎綾香

## 反響・批評
本作はリリース後、ゲーム作品などの販売を行うGetchu.comにおいて2017年9月のPCゲームセールスランキングにおいて5位にランクインしたが、同年の年間セールスランキングでは上位50位から圏外となった。
また、本作は萌えゲーアワードの2017年9月月間賞投票において『FLOWERS冬篇』に次ぐ2位を、年間ランキングにおいて26位を獲得している。さらに、しろくまだんごは本作で萌えゲーアワード2017のニューブランド賞を受賞した。Game Headline編集部の津田清和は、ブランドの創設者が声優であることに特筆し、全編がバイノーラル録音により収録された点は「おそらく初めて」の作品と称賛した。さらに、「プロデューサー自身も声優として作品に出演しているためか、声優の演技にも見所がある」と評価した。